# Mont du Sphinx
Der Mont du Sphinx ist ein rund 40 m hoher Berg an der Küste des ostantarktischen Adélielands. Er ragt auf der Halbinsel auf, deren nördlicher Ausläufer das Kap Margerie darstellt.
Teilnehmer einer von 1949 bis 1952 durchgeführten französischen Antarktisexpedition benannten ihn deskriptiv. Aus südwestlicher Blickrichtung erinnert er in seiner Form an eine Sphinx.